# 韦尔莱讷
韦尔莱讷（法語：Verlaine，法語發音：[vɛʁlɛn]）是比利时瓦隆大区列日省于伊區的一个市镇，通行法语，是比利时法语社群的一部分，人口4,177人（2018年1月1日）。